# Zuhur Wanasi
Zuhur Wanasi (Tiếng Ả Rập: زهور ونيسي; cũng có thể viết là Zhour Ouanissi và Zhor Ounissi; sinh năm 1936) là một nhà văn và chính trị gia giàu có người Algeria. Bà được biết đến với những câu truyện ngắn mạnh mẽ và là một trong những người phụ nữ đầu tiên có chức vụ trong chính phủ Algeria.

## Tiểu sử và giáo dục
Wanasi sinh vào tháng 12 năm 1936 ở Constantine, Algérie, nơi bà sống cho đến khi trưởng thành. Wanasi nhận được hai bằng cấp cho lĩnh vực văn học và triết học tại trường Đại học Algiers. Bà vẫn tiếp tục học cao học tại Đại học Algiers, chuyên ngành xã hội học.

## Sáng tác
Văn học của bà nhận được sự đón nhận tại Thế giới Ả Rập và khắp nơi trên thế giới. Wanasi được chú ý khi sử dụng nội dung và hình ảnh nổi bật để củng cố tinh thần xã hội và phê bình tiêu cực của xã hội. Hầu hết truyện ngắn của bà viết về những khó khăn trong mối quan hệ nam nữ. Ngoài ra, các tác phẩm của Wanasi còn mô tả cảm xúc của người phụ nữ khi họ khám phá ra các phong tục xã hội và con người. Với các tác phẩm đột phá của bà trong thời chiến tranh Algeria, Wanasi đã nhận được Huân chương kháng chiến và Huy chương khen thưởng trong truyền thông và văn hóa. Wanasi đã xuất hiện trong nhiều báo chí của Algeria. Bà cũng là một trong các thành viên sáng lập nên tạp chí văn học The Algeria. Wanasi là người phụ nữ Algeria đầu tiên viết truyện viễn tưởng bằng tiếng Ả Rập và tác phẩm của bà đã được biên tập lại và đưa lên TV vào năm 1984. Bà cũng là một thành viên của Hội Nhà văn Algeria, cơ quan nơi các nhà văn thảo luận về vai trò của mình trong xã hội Algeria.

### Ảnh hưởng
Cuộc cách mạng Algeria đã bắt đầu vào tháng 11 năm 1954. Chiến tranh du kích, tra tấn và khủng bố đã tàn phá cuộc sống của nhiều người Algeria. Trong khi vài phụ nữ tham gia cách mạng với các vị trí như y tá, đầu bếp, và các vị trí hỗ trợ khác, Wanasi lại tham gia cách mạng với vai trò là một chính trị gia. Cách mạng Algeria thúc đẩy Wanasi thảo luận về phong trào giải phóng dân tộc và các mối quan tâm xã hội. Phụ nữ trong thời gian này, đặc biệt là những người gốc Bắc Phi, đã thảo luận các chủ đề tương tự trong tác phẩm của họ - chiến tranh, chính phủ tham nhũng, tôn giáo và tầm quan trọng ngày càng tăng của phụ nữ.

## Chính trị
Wanasi là một trong những người phụ nữ đầu tiên giữ vị trí cao trong chính phủ Algeria. Bà là thành viên của Hội đồng Dân tộc Quốc gia từ năm 1977 đến 1982, Bộ trưởng Bộ Xã hội trong chính phủ năm 1982, Bộ trưởng Bộ Bảo vệ Xã hội năm 1984 và Trưởng Bộ Giáo dục năm 1986. Trong 18 tháng công tác tại Sở Giáo dục, Wanasi đã dành thời gian làm việc để cải cách hành chính và tiếp cận với các tài liệu học tập. Bà đã nhận xét về môn Tiếng Pháp trong các trường học, bà nói rõ không chống lại việc học tiếng Pháp, chỉ chống lại việc gắn hệ tư tưởng vào trong ngôn ngữ. Bà trở về với công việc chính trị vào năm 1997 khi là nữ thành viên đầu tiên của Nghị viện Algérie. Với vai trò là tiếng nói tích cực trong Đại Hội đồng Nhân dân Algérie, bà đã kêu gọi các đảng chính trị thống nhất lại cùng xây dựng lại đất nước Algeria.

## Tác phẩm
- "al-Rasîf al-nâ'im"(Vỉa hè chìm giấc, truyện ngắn)(Le trottoir dormant,nouvelles)
- Min yawmiyât mudarrisa (Nhật kí của nữ giáo viên, tiểu thuyết)(Journal d'une enseignante)
- "al-Zilal al-mumtadda" (Những chiếc bóng loe rộng, truyện ngắn)(les ombres étendues,nouvelles)
- "Lunja wa-l-ghûl" (Lunja và ma cà rồng, truyện ngắn)(Lundja et l'ogre, nouvelles)
- "'Ajâ'iz al-qamar" (Ông lão của Mặt trăng, truyện ngắn)(Les vieux de la lune, nouvelles)